# Seth Carr
Seth Banee Carr (Anaheim, 16 agosto 2007) è un attore statunitense noto per il ruolo del giovane Erik Killmonger nel film Black Panther e per quello di Leo nel film del 2020 Sognando il ring.

## Filmografia parziale

### Cinema
- Lei (Her), regia di Spike Jonze (2013)
- Terminator Genisys, regia di Alan Taylor (2015)
- Black Panther, regia di Ryan Coogler (2018)
- Breaking In, regia di James McTeigue (2018)
- Sognando il ring (The Main Event), regia di Jay Karas (2020)

### Televisione
- Ray Donovan – serie TV, un episodio (2014)
- Il tempo della nostra vita (Days of Our Lives) – serie TV, 2 episodi (2014)
- Hot in Cleveland – serie TV, un episodio (2015)
- Code Black – serie TV, un episodio (2016)
- Brooklyn Nine-Nine – serie TV, 3 episodi (2016-2017)
- Superstore – serie TV, un episodio (2017)
- Bosch – serie TV, 6 episodi (2017-2018)
- Knight Squad – serie TV, 22 episodi (2018-2019)
- Free Rein – serie TV, 10 episodi (2019)
- 9-1-1 – serie TV, un episodio (2019)
- La misteriosa accademia dei giovani geni (The Mysterious Benedict Society) – serie TV, 16 episodi (2021-2022)

## Doppiatori italiani
Nelle versioni in italiano delle opere in cui ha recitato, Seth Carr è stato doppiato da:
- Mattia Moresco in Sognando il ring, La misteriosa accademia dei giovani geni
- Adriano Venditti in Brooklyn Nine-Nine
- Gabriele Meoni in Black Panther
- Luca Tesei in Breaking In
- Giulio Bartolomei in Free Rein